# 布克 (默尔特-摩泽尔省)
布克（法語：Boucq，法語發音：[buk]）是法国默尔特-摩泽尔省的一个市镇，位于该省西南部，属于图勒区。

## 地理
布克（48°44'51"N, 5°45'44"E）面积22.66 平方千米，位于法国大東部大區默尔特-摩泽尔省，该省份为法国东北部内陆省份，是洛林的一部分，北邻比利时、卢森堡，北起顺时针与摩泽尔省、下莱茵省、孚日省和默兹省接壤。
与布克接壤的市镇（或旧市镇、城区）包括：热维尔、鲁瓦约梅、特龙德、厄维尔、索尔西-圣马丹、特鲁塞。

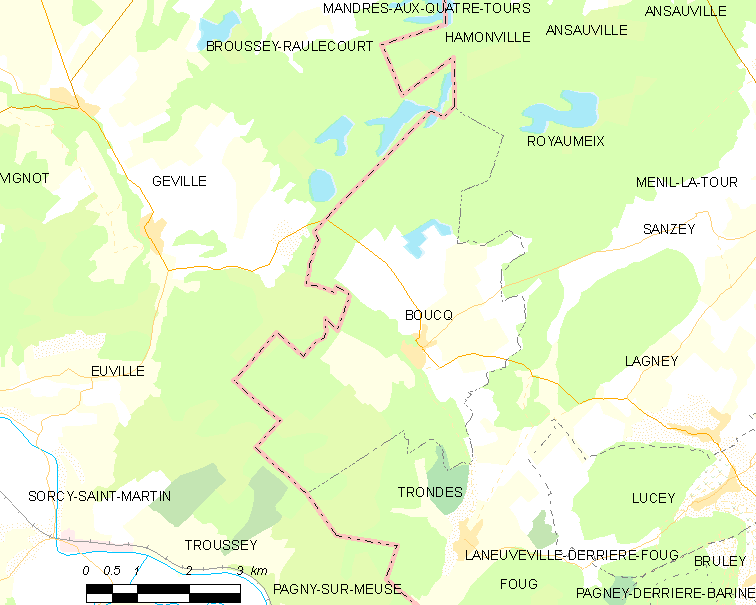
的OSM定位图

布克的时区为UTC+01:00、UTC+02:00（夏令时）。

## 行政
布克的邮政编码为54200，INSEE市镇编码为54086。

## 政治
布克所属的省级选区为北图卢瓦县。

## 人口

1962-2008年间人口变化图示

布克于2022年1月1日时的人口数量为357人。